# Ernst L. Freud

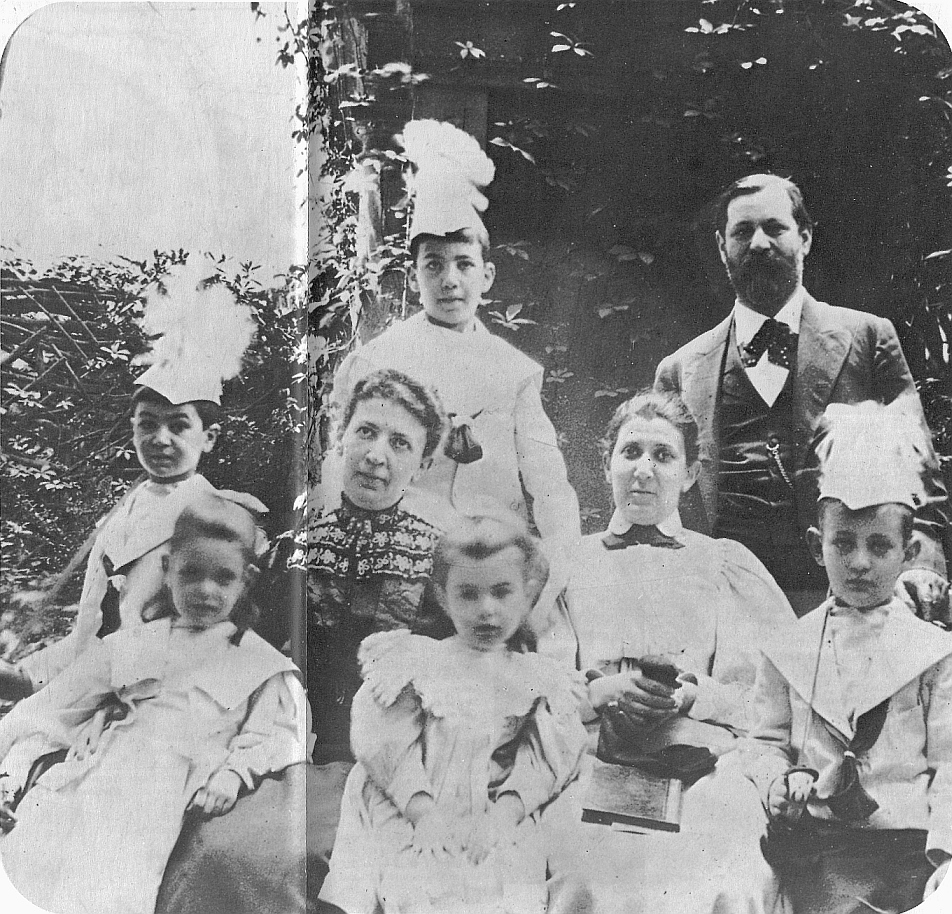
Ernst a los seis a (adelante, a la derecha)

Ernst L[ucie] Freud (Viena 6 de abril de 1892; Londres, 7 de abril de 1970 fue un arquitecto austríaco-británico. 

## Biografía
Ernst Freud fue el cuarto hijo del médico y fundador del psicoanálisis Sigmund Freud y su esposa Martha Bernays. De 1911 a 1913 estudió arquitectura en la Universidad Técnica de Viena. Entre 1912 y 1913 fue alumno particular de Adolf Loos. En 1912 realizó un viaje de estudios a Italia y la Península Balcánica con Richard Neutra. De 1913 a 1919 estudió en la Universidad Técnica de Múnich, interrumpido por el servicio militar como soldado en la Primera Guerra Mundial.
En 1920 se estableció en Berlín, donde construyó inicialmente edificios residenciales en estilo expresionista, principalmente para médicos. Su principal obra del modernismo clásico, la Villa Frank, mostraba la clara influencia de Ludwig Mies van der Rohe.
En 1933 emigró a Gran Bretaña; allí diseñó edificios residenciales en el estilo internacional. Además, editó la correspondencia de su padre, que también emigró a Inglaterra en 1938 con el resto de la familia, incluida la hermana de Ernst, Anna Freud.
Con su esposa Lucie Freud, apellido de soltera Brasch, Ernst Freud tuvo tres hijos, entre ellos el pintor Lucian Freud y el escritor y político Clement Freud.
Lucie y E.L. Freud están enterrados en el rincón de Freud del crematorio de Golders Green, Londres.

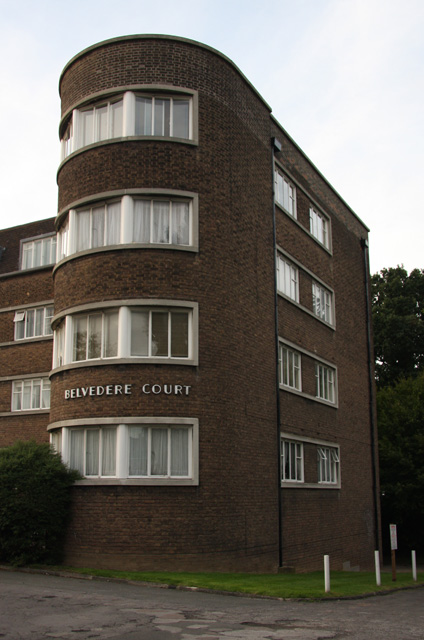
Belvedere Court, Londres (1939)

## Edificios
- 1921-1922: Residencia del Dr. Schimek, Halmstrasse 10a/11 en Berlín-Westend (demolida en 1973)
- 1921-1922: Casa adosada Levy / Hofer, Im Dol 44/44a en Berlín-Dahlem (destruida)
- 1921-1922: Casa residencial para el Dr. Maretzki, Reichensteiner Weg en Berlín-Dahlem.
- 1925-1926: residencia para la Dra. med. Adriana Lampl, Waldmeisterstraße 2 en Berlín-Grunewald (modificada 1954-1956, interior no conservado)[2]
- 1927: Conversión de una casa para Hermine Schade van Westrum, Virchowstraße 19 en Potsdam.[3]
- 1928: Transformación de un edificio de viviendas para Eugen Buchthal, Halmstraße 13/14 en Berlín-Westend.
- 1928-1930: Casa de campo para el banquero Dr. Theodor Frank, Auf dem Franzensberg 1-3 en Geltow-Baumgartenbrück.
- 1930-1931: Casa Scherk en Berlín-Lankwitz, Mozartstraße 10.
- 1937: Urbanización en Londres, Frognal Close 1-6[4]
- c.1938/1939: Conversión de la casa en 20 Maresfield Gardens, Londres-Hampstead para sus padres (ahora Casa Museo de Sigmund Freud).
- c. 1940: Wartime Meals Centre, Good Housekeeping Inst. 30 Grosvenor Gardens, Londres
- c. 1939: Pisos Belvedere Court, Lyttleton Road, Londres-Hampstead
- 1955: Pisos 43 Elsworthy Road, Londres
- c. 1955: Sinagoga Stepney Green, Londres